# Ypsolopha coriacella
Ypsolopha coriacella is een vlinder uit de familie spitskopmotten (Ypsolophidae). De wetenschappelijke naam is voor het eerst geldig gepubliceerd in 1855 door Herrich-Schäffer.
De soort komt voor in Europa.